# Зарка
Зарка (на арабски: الزرقاء), аз-Зарка; на местните диалекти ез-Зерга или ез-Зера – „Синият“) е град в Йордания, разположен северозападно от Аман. Има население от 635 160 души (2015 г.). Зарка е административен център на губернаторството Зарка.
Град Зарка е индустриалният център на Йордания. 50% от промишлеността на страната е съсредоточена тук. Това е резултат от близостта на града до Аман и от евтините недвижими имоти.
Зарка става известен извън Йордания на 6 септември 1970 г., когато Народният фронт за освобождение на Палестина (НФОП) пленява четири пътнически самолета на Pan Am, TWA и Swissair, а на 9 септември 1970 г. е пленен самолет на BOAC, който трябва да пристигне в Рим от Бомбай.
В Зарка е роден Абу Мусаб ал-Заркауи, водачът на групировката Единобожие и джихад, която през ноември 2004 г. се преименува на Ал Кайда в Ирак.